# Lampedusa lopadusae
Lampedusa lopadusae is een slakkensoort uit de familie van de Clausiliidae. De wetenschappelijke naam van de soort is voor het eerst geldig gepubliceerd in 1846 door Calcara.